# Ainda Sou Você
"Ainda Sou Você" é uma canção do grupo de música pop brasileiro Dominó, incluída em seu álbum autointitulado de 1985. A faixa foi lançada como terceiro e último single de Dominó, após os sucessos radiofônicos de "Companheiro" e "Ela Não Gosta de Mim", lançados no mesmo ano.
A música é uma versão de "Ni tu, ni nadie", gravada originalmente em língua espanhola, e lançada como terceiro single do grupo de new wave espanhol Alaska y Dinarama. A faixa foi incluída no álbum Deseo carnal, de 1985. Na parada musical espanhola atingiu a posição de número 1 e permaneceu na lista por quatro semanas consecutivas, o que fez com que se tornasse a quarta música mais tocada no país no ano de 1985.
"Ni tu, ni nadie" foi apresentada à TVE para representar a Espanha na 30° edição edição do Festival Eurovisão da Canção, ocorrida em 1985, e realizada na cidade de Gotemburgo. No entanto, acabaram optando pela música "La fiesta terminó" da cantora e atriz espanhola Paloma San Basilio. Em 2010, a revista estadunidense Rolling Stone classificou "Ni tu, ni nadie" em 24º lugar, entre as 200 melhores canções do pop-rock espanhol.
Com relação a versão do Dominó, durante a divulgação do single o quarteto a cantou em vários programas de TV, bem como em shows que ocorreram durante a turnê promocional do disco de 1985. Em outubro do ano mencionado, o grupo ganhou um especial de televisão de uma hora de duração no SBT, intitulado Companheiro, que incluiu entrevistas, dados biográficos e performances de "Ainda Sou Você" e de outras canções de Domino (1985).
Comercialmente, tornou-se muito bem sucedida nas rádios. Na coluna Radio Descoteca do jornalista Oziel Peçanha, do jornal Luta Democrática, datada de 23 de janeiro de 1986, "Ainda Sou Você" aparece na seção Sucesso, indicando que ela era uma das músicas mais tocadas no Brasil naquele período. Na semana seguinte (30 de janeiro de 1986), a música apareceu na mesma seção.

## Lista de faixas
- Créditos adaptados dos singles de "Ainda Sou Você".[12]

### Single 12"
Lado A
| N.º | Título                            | Compositor(es)                                                 | Duração |  |
| 1.  | "Ainda Sou Você (Ni Tu Ni Dadie)" | Carlos Garcia Berlanga, Ignacio Canut, versão de Paulo Camargo | 3:34    |  |

Lado B
| N.º | Título                            | Compositor(es)                                                 | Duração |  |
| 1.  | "Ainda Sou Você (Ni Tu Ni Dadie)" | Carlos Garcia Berlanga, Ignacio Canut, versão de Paulo Camargo | 3:34    |  |